# Les Franceses (Sant Feliu de Llobregat)
Les Franceses és un conjunt arquitectònic de Sant Feliu de Llobregat (Baix Llobregat) protegit com a bé cultural d'interès local.

## Descripció

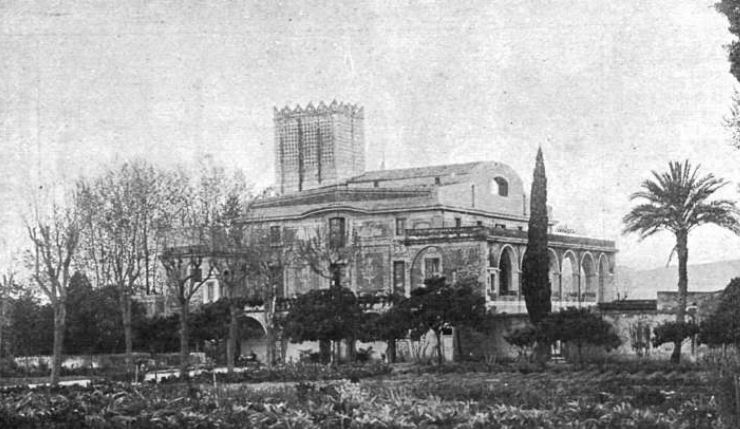
Casa Erasme de Gònima el 1910

Als terrenys de les Monges Franceses s'hi troben dos edificis ben diferenciats.
Un d'ells, actualment destinat a escola, és l'antiga casa de "Ca l'Erasme", de finals de segle xviii. Ha estat molt modificat posteriorment, però s'hi mantenen alguns elements i el volum original.
L'altre edifici actualment acull la residència de la 3a edat Santa Teresa. Malgrat els afegits i transformacions que ha patit, conserva encara un aspecte senyorial amb elements neogòtics i noucentistes.